# Konopnica (Wieluń)
Pour les articles homonymes, voir Konopnica (homonymie).
Konopnica est une localité polonaise, siège de la gmina de Konopnica, située dans le powiat de Wieluń en voïvodie de Łódź.